# Marián Hossa
Marián Hossa (Stará Ľubovňa, 12 de janeiro de 1979) é um jogador profissional de hóquei no gelo da Eslováquia, atualmente jogando pelo Chicago Blackhawks.

## Biografia
Em 1997, Hossa foi recrutado pelo Ottawa Senators, que defendeu até 2003–04. Logo após a greve dos jogadores, que eliminou a temporada de 2004–05, foi trocado para o Atlanta Thrashers, que defendeu até ser trocado para o Pittsburgh Penguins. O ponta direita chegou a Pittsburgh em 26 de fevereiro de 2008, junto com Pascal Dupuis, em troca de Colby Armstrong, Erik Christensen, Angelo Esposito e uma escolha de primeira rodada no recrutamento de 2008. Em 2009, Hossa defendeu o Detroit Red Wings, onde ganhou notoriedade graças ao que muitos chamam de "A Maldição de Marián Hossa": os Red Wings foram derrotados pelos Penguins nas finais da liga e amargaram o vice-campeonato. No ano anterior, ainda jogando pelos Penguins, Hossa também foi vice-campeão, dessa vez perdendo a final para os Red Wings.
Jogando pelos Blackhawks, Hossa acabou por vencer a Stanley Cup em 2010 após a sua equipa ter derrotado nas finais o Philadelphia Flyers.